# Bruine zoompalpmot
De bruine zoompalpmot (Sophronia semicostella) is een vlinder uit de familie tastermotten (Gelechiidae). De wetenschappelijke naam is voor het eerst geldig gepubliceerd in 1813 door Hübner.
De soort komt voor in Europa.